# Michael Malone
Michael Malone (Queens, Nueva York, 15 de septiembre de 1971) es un entrenador  de baloncesto estadounidense que desde 2015 a 2025 entrenó a los Denver Nuggets de la NBA. Es hijo del también  entrenador Brendan Malone, convirtiéndose en la segunda pareja padre-hijo que dirigen equipos de la NBA como entrenadores, tras Bill y Eric Musselman.

## Trayectoria deportiva

### Universidad
Jugó durante cuatro temporadas con los Greyhounds de la Universidad Loyola Maryland como base, participando en 107 partidos, de los cuales fue titular en 39. Lideró en dos ocasiones al equipo en asistencias, alcanzando las 100 en su temporada sénior. Acabó su carrera con 279 asistencias, la undécima mejor marca de su universidad, promediando en total 3,4 puntos y 2,6 asistencias por partido en 18,5 minutos de juego.

### Entrenador

#### NCAA
Tras graduarse en Loyola, comenzó su carrera de entrenador en 1994 como asistente de Greg Kampe en la Universidad de Oakland de Míchigan. Tras una temporada, estuvo a punto de entrenar al equipo de la policía estatal de Míchigan hasta que le llamaron para actuar como asistente en el Providence College. Allí permaneció 3 temporadas, hasta que en 1999 fichó por el Manhattan College, donde permanecería dos temporadas más.

#### NBA
En 2001 comenzó a trabajar en el equipo técnico de los New York Knicks, primero como coordinador de vídeo y ojeador, y finalmente en 2003 como asistente de Don Chaney. En 2005 entra a formar parte del grupo de asistentes de Mike Brown en Cleveland Cavaliers, equipo con el que logra cinco apariciones consecutivas en los playoffs y alcanzar las finales de 2007, en las que cayeron ante San Antonio Spurs, y el récord de la franquicia en  la temporada 2009-10 con 66 victorias y 16 derrotas.
En 2010 se pone a las órdenes de Monty Williams en los New Orleans Hornets, y al año siguiente se marcha con Mark Jackson a los Golden State Warriors. En junio de 2013 es contratado como entrenador principal de los Sacramento Kings, puesto que ocupa hasta comenzada la temporada 2014-15, cuando es destituido.
En 15 de junio de 2015 fue nombrado entrenador principal de los Denver Nuggets.
Durante su octava temporada en Denver, el 1 de febrero de 2023 se anunció que sería el entrenador del Team LeBron para el All-Star Game de 2023 en Salt Lake City, por dirigir al equipo con mejor balance de la Conferencia Oeste. El 2 de febrero fue nombrado entrenador del mes de enero de la conferencia Oeste.
El 8 de abril de 2025 los Nuggets le despidieron, junto al gerente general Calvin Booth. Josh Kroenke, presidente de la franquicia, afirmó que la medida busca brindar al equipo la mejor oportunidad de ganar un título de la NBA en 2025.

## Estadísticas como entrenador
| Equipo     | Temp.   | P   | V   | D   | %V-D | Finalizó        | PP | VP | DP | %V-DP | Resultado                            |
| ---------- | ------- | --- | --- | --- | ---- | --------------- | -- | -- | -- | ----- | ------------------------------------ |
| Sacramento | 2013-14 | 82  | 28  | 54  | .341 | 4.º en Pacífico | —  | —  | —  | —     | No Playoffs                          |
| Sacramento | 2014-15 | 24  | 11  | 13  | .458 | (despedido)     | —  | —  | —  | —     |                                      |
| Denver     | 2015-16 | 82  | 33  | 49  | .402 | 4.º en Noroeste | —  | —  | —  | —     | No Playoffs                          |
| Denver     | 2016-17 | 82  | 40  | 42  | .488 | 4.º en Noroeste | —  | —  | —  | —     | No Playoffs                          |
| Denver     | 2017-18 | 82  | 46  | 36  | .561 | 5.º en Noroeste | —  | —  | —  | —     | No Playoffs                          |
| Denver     | 2018-19 | 82  | 54  | 28  | .659 | 1.º en Noroeste | 14 | 7  | 7  | .500  | Pierde en Semifinal de conferencia   |
| Denver     | 2019-20 | 73  | 46  | 27  | .630 | 1.º en Noroeste | 19 | 9  | 10 | .474  | Pierde en Finales de Conferencia     |
| Denver     | 2020-21 | 72  | 47  | 25  | .653 | 2.º en Noroeste | 10 | 4  | 6  | .400  | Pierde en Semifinales de Conferencia |
| Denver     | 2021-22 | 82  | 48  | 34  | .585 | 2.º en Noroeste | 5  | 1  | 4  | .200  | Pierde en Primera ronda              |
| Denver     | 2022-23 | 82  | 53  | 29  | .646 | 1.º en Noroeste | 20 | 16 | 4  | .800  | Gana Campeonato NBA                  |
| Denver     | 2023-24 | 82  | 57  | 25  | .695 | 2.º en Noroeste | 12 | 7  | 5  | .583  | Pierde en Semifinales de Conferencia |
| Denver     | 2024-25 | 79  | 47  | 32  | .595 | (despedido)     | —  | —  | —  | —     | —                                    |
| Total      | Total   | 904 | 510 | 394 | .564 |                 | 80 | 44 | 36 | .550  |                                      |